# Williams FW31
A Williams FW31 egy Formula–1-es versenyautó, melyet a Williams F1 csapat indított a 2009-es Formula–1 világbajnokság során. A csapat pilótái Nico Rosberg és a japán Nakadzsima Kazuki voltak. Az autó a középmezőny erős tagja volt: gyakran gyűjtött pontokat, de a dobogónak csak a közelébe került. Szingapúrban egy dobogós hely meglehetett volna, ha Rosberget nem büntetik meg a boxutcakijárat levágásáért.
Rosberget sokat kritizálták azért, mert nem tudott pole pozíciót szerezni annak ellenére, hogy a szabadedzések során – különösen ha esős körülmények között rendezték őket – a csapat rendre ott volt az élen. Rosberg volt az, aki maximálisan kihozta az autóból azt, amire az képes volt, sőt talán annál egy kicsivel többet is; ezzel szemben Nakadzsima egyetlen pontot sem szerzett, és végül ennek volt köszönhető a konstruktőri hetedik hely.
Az FW31-es volt 1973 óta az első brit versenyautó a sportágban, amelyik Esso üzemanyagot használt, és 1988 óta az első Williams-autó, amely Mobil 1-kenőanyagokat alkalmazott. 

## A diffúzor-botrány
Az első futam után több csapat óvást nyújtott be egy technikai újítás ellen, melyet néhányan bevetettek.Ez volt az autó hátulján megtalálható dupla diffúzor, melyet a Williams, a Toyota csapat, és a Brawn GP használtak. Az óvás szerint illegális volt ez a fejlesztés, az FIA vizsgálata szerint viszont nem volt az. A döntés ellen a csapatok fellebbeztek, és hosszú, vitáktól sem mentes procedúra során végül kimondták, hogy tényleg legális.

## A szezon
Az előző három év autóihoz képest látszott némi javulás, a csapat igyekezett jó előre felkészülni a 2009-es szabályváltozásokhoz. Rosberg folyamatosan gyűjtögette a pontokat, igaz, dobogót nem ért el.

## Egyéb
Az autón szerepel az F1 2009 illetve az iRacing játékokban is.

## Eredmények
| Év   | Csapat        | Motor         | Gumik | Pilóták    | 1   | 2    | 3   | 4   | 5   | 6   | 7   | 8   | 9   | 10  | 11  | 12  | 13  | 14  | 15  | 16  | 17  | Pontok | Helyezés |
| ---- | ------------- | ------------- | ----- | ---------- | --- | ---- | --- | --- | --- | --- | --- | --- | --- | --- | --- | --- | --- | --- | --- | --- | --- | ------ | -------- |
| 2009 | AT&T Williams | Toyota RVX-09 | B     |            | AUS | MAL‡ | CHN | BHR | ESP | MON | TUR | GBR | GER | HUN | EUR | BEL | ITA | SIN | JPN | BRA | ABU | 34.5   | 7.       |
| 2009 | AT&T Williams | Toyota RVX-09 | B     | Rosberg    | 6   | 8    | 15  | 9   | 8   | 6   | 5   | 5   | 4   | 4   | 5   | 8   | 16  | 11  | 5   | KI  | 9   | 34.5   | 7.       |
| 2009 | AT&T Williams | Toyota RVX-09 | B     | Nakadzsima | KI  | 12   | KI  | KI  | 13  | 15† | 12  | 11  | 12  | 9   | 18† | 13  | 10  | 9   | 15  | KI  | 13  | 34.5   | 7.       |

† – nem ért célba, de rangsorolták,mert teljesítette a versenytáv 90 százalékát
‡ – a maláj nagydíjon fél pontokat osztottak, mert a mezőny nem teljesítette a versenytáv 75 százalékát

## Fordítás
- Ez a szócikk részben vagy egészben  a   Wiliams FW31 című angol Wikipédia-szócikk ezen változatának fordításán alapul.  Az eredeti cikk szerkesztőit annak laptörténete sorolja fel. Ez a jelzés csupán a megfogalmazás eredetét és a szerzői jogokat jelzi, nem szolgál a cikkben szereplő információk forrásmegjelöléseként.